# رود نیوبرارا
رود نیوبرارا رودی است به رودخانه میزوری می‌ریزد. این رود از کشور ایالات متحده آمریکا می‌گذرد.